# Svartlamon
Svartlamon est un quartier alternatif de Trondheim (Norvège), situé au nord du centre-ville, entre deux voies ferrées. Dans la lignée d'autres communautés anarchistes de Scandinavie, comme Christiania à Copenhague, il fonctionne sur un mode d'autogestion partielle, grâce à un comité composé de représentants des habitants et d'élus municipaux.

## Historique
Svartlemon est le résultat de luttes politiques qui ont abouti, en 2001, à la décision de réhabiliter d'anciens bâtiments (datant majoritairement de la fin du XIXe siècle) et de développer le quartier comme site expérimental d'écologie urbaine.

## Activités

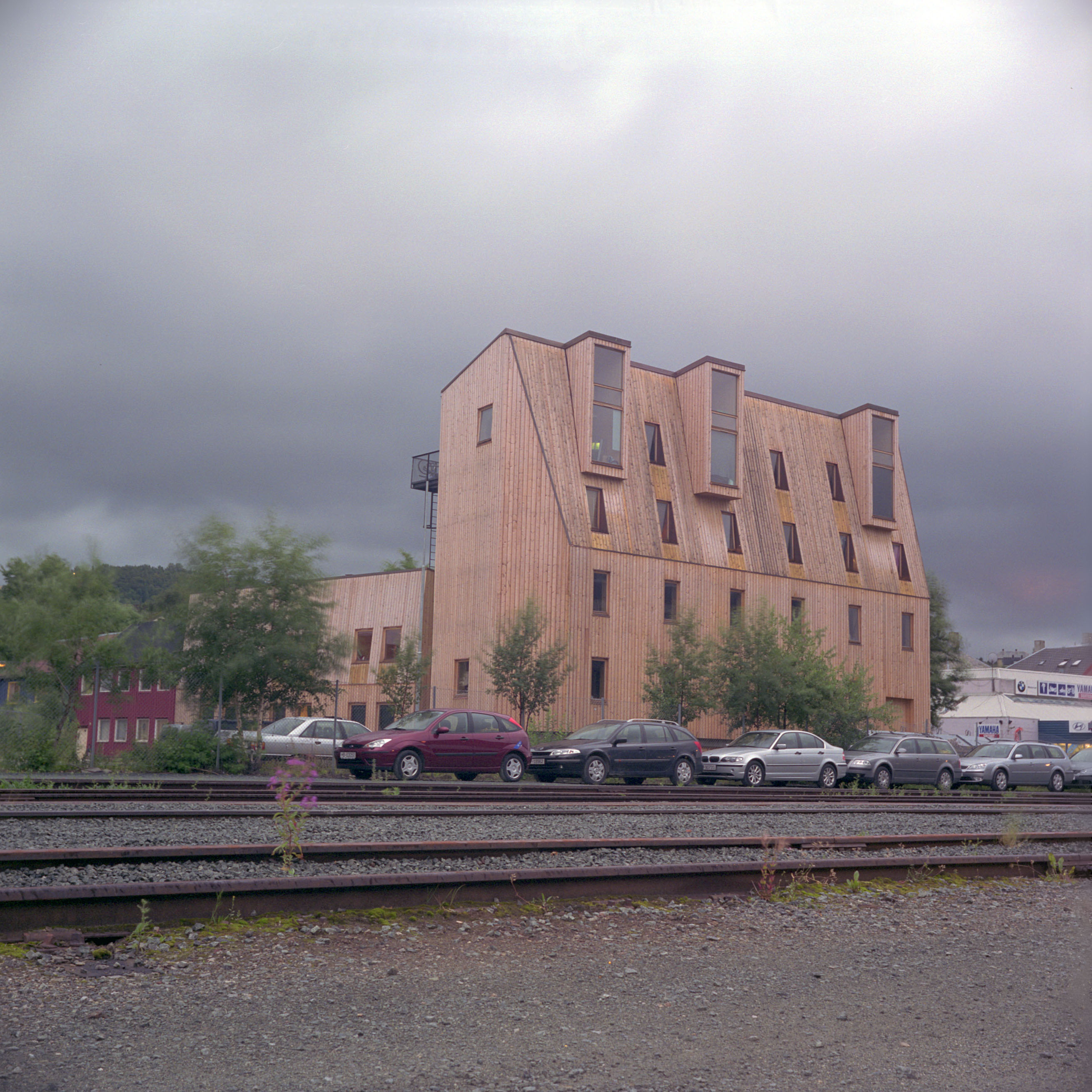
Maison en bois au 37 Strandveien

Le quartier possède une garderie, un festival (Eat the rich) et quelques petits commerces. La plus haute construction en bois de Norvège y a été bâtie.